# 피킨

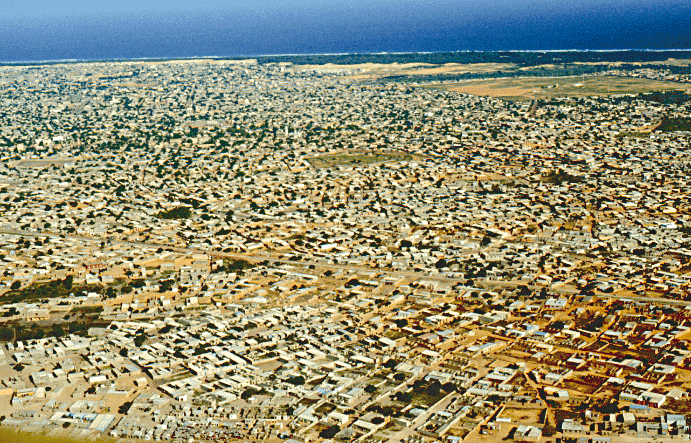
피킨

피킨(프랑스어: Pikine)은 세네갈 서부에 위치한 다카르주의 도시로 면적은 87km2, 인구는 1,170,791명(2013년 기준), 인구 밀도는 13,000명/km2이다. 세네갈의 수도인 다카르의 동쪽에 위치한다.